# Eric Newby
George Eric Newby (* 6. Dezember 1919 Hammersmith Bridge in London; † 20. Oktober 2006 in Guildford) war ein englischer Schriftsteller und Autor von Reiseliteratur und Reiseführern.

## Leben
Nach dem Besuch der Londoner St. Paul's School arbeitete Newby zwei Jahre lang bei einer Werbeagentur, bevor er 1938 als Lehrling auf dem finnischen Windjammer Moshulu anheuerte und auf ihm von Europa nach Australien und im Rahmen einer Weizenregatta via Kap Hoorn zurück nach Europa segelte. Diese Reise beschrieb er später in seinen Büchern The Last Grain Race und Learning the Ropes (Untertitel: An Apprentice in the Last of the Windjammers, auf Deutsch Lehrjahre vor dem Mast). Seine Buchtitel („Das letzte Weizenrennen“, „letzter Windjammer“) sind allerdings irreführend: Tatsächlich nahm Newby nicht an der letzten Weizenregatta teil, da nach 1939 noch zwei weitere Rennen stattfanden; die letzte Weizenregatta wurde erst 1949 zwischen Pamir und Passat ausgetragen. Auch war die Moshulu keineswegs der letzte Windjammer. Windjammer werden noch heute eingesetzt; der letzte Windjammer auf Frachtfahrt war hingegen die 1958 gesunkene Drumcliff.
Während des Zweiten Weltkrieges trat Eric Newby 1940 als Second Lieutenent der Black Watch (Royal Highland Regiment) in die British Army ein. 1942 wurde er beim Special Boat Service eingesetzt, als er vor der italienischen Küste gefangen genommen wurde. Drei Jahre lang (1942–45) befand er sich in italienischer Kriegsgefangenschaft in Parma. Während einer kurzen Flucht wurde er von einer slowenischen Familie versteckt, wo er Wanda, seine spätere Frau und Reisegefährtin kennenlernte. Seine Erlebnisse beschrieb er später in seinen Memoiren unter dem Titel Love and War in the Apennines. Ein Film namens In Love and War, der auf diesem Buch basiert, wurde 2001 mit Calum Blue als Newby veröffentlicht. 1946 wurde er mit dem Military Cross ausgezeichnet. 1950 wurde er rückwirkend zum Oktober 1943 als Lieutenant zum Special Air Service Regiment versetzt.
Nach dem Krieg arbeitete Newby vorübergehend in der Modebranche, bevor er sich auf eine Expedition in den Hindukusch Afghanistans begab. Daraus entstand später sein bekanntestes Werk, A Short Walk in the Hindu Kush in dem auch Wilfred Thesiger auftritt. Zwischen 1963 und 1973 war Newby Reiseredakteur bei der Zeitung The Observer. 1994 wurde er in Anerkennung seiner literarischen Verdienste als Commander des Order of the British Empire (CBE) ausgezeichnet und bekam 2001 von der British Guild of Travel Writers einen Preis für sein Lebenswerk.
Neben seinen Büchern arbeitete Newby auch an Dokumentarfilmen für die BBC. Am 20. Oktober 2006 starb er 86-jährig.

## Werke (Auswahl)
- The Last Grain Race (1956) (Deutsch: Das letzte Weizenrennen. Delius, Klasing & Co, Bielefeld 1968)
- A Short Walk in the Hindu Kush. (1958) (Deutsch: Ein Spaziergang im Hindukusch.)
- Something Wholesale. (1962)
- Slowly Down the Ganges. (1966)
- Time off in Southern Italy: The Observer Guide to Resorts and Hotels. (Hrsg.) (1966)
- My Favorite Stories of Travel. (Hrsg.) (1967)
- Grain Race: Pictures of Life before the Mast in a Windjammer. (1968)
- Wonders of Britain: A Personal Choice of 480. (1968, mit Diana Petry)
- Wonders of Ireland: A Personal Choice of 484. (1969, mit Diana Petry)
- Love and War in the Apennines. (1971)
- The Mitchell Beazley World Atlas of Exploration. (1975)
- Great Ascents: A Narrative History of Mountaineering. (1977)
- The Big Red Train Ride. (1978)
- A Traveller's Life. (1982)
- On the Shores of the Mediterranean. (1984)
- A Book of Travellers' Tales. (Hrsg.) (1985)
- Round Ireland in Low Gear. (1987)
- What the Traveller Saw. (1989)
- A Small Place in Italy. (1994)
- A Merry Dance Around the World: The Best of Eric Newby. (1995)
- Learning the Ropes: An Apprentice in the Last of the Windjammers. (1999) (Deutsch: Lehrjahre am Mast)
- Departures and Arrivals. (1999)